# Wesełyj Kut (hromada Łypjanka)
Wesełyj Kut (ukr. Веселий Кут) – wieś na Ukrainie, w obwodzie czerkaskim, w rejonie zwinogródzkim, w hromadzie Łypjanka. W 2001 liczyła 251 mieszkańców, spośród których 227 wskazało jako ojczysty język ukraiński, 15 rosyjski, 8 mołdawski, a 1 inny.